# Igor Iwanow (skoczek narciarski)
Igor Iwanow (ur. 1975) – rosyjski skoczek narciarski, brązowy medalista zimowej uniwersjady.
W 1993 roku wystąpił na mistrzostwach świata juniorów w Harrachovie. W konkursie indywidualnym zajął 35. miejsce, a drużynowo był 14. W 1996 roku wystartował w kwalifikacjach do konkursu Pucharu Kontynentalnego we Frenštácie pod Radhoštěm, jednak nie awansował do konkursu głównego.
W 1997 roku uczestniczył w zimowej uniwersjadzie w Muju. W zawodach zajął 21. miejsce na obiekcie dużym i 22. na normalnym. Podczas kolejnej edycji tej imprezy, w 1999 roku w Szczyrbskim Jeziorze, zdobył brązowy medal w konkursie drużynowym, uzyskując 64,5 oraz 79,5 m. Wraz z nim w rosyjskim zespole wystąpili Artur Chamidulin, Dmitrij Wasiljew i Anton Łusznikow.